# Pedro José de Alcântara de Meneses Noronha Coutinho
Pedro José de Alcântara António Luís Francisco Xavier Melchior de Meneses Noronha Coutinho, mas, que os antigos genealogistas chamam-no simplesmente como Pedro de Alcântara de Meneses Coutinho (9 de novembro de 1713 – 22 de fevereiro de 1799) e documentos da sua época se lhe referem apenas por Pedro José de Meneses ou Pedro José de Alcântara de Meneses, sem o Coutinho, 4.º marquês de Marialva (4 de Setembro de 1750), estribeiro-mor (9 de Abril de 1770), conhecido pelo seu papel decisivo no aperfeiçoamento da Picaria Real e da Arte Equestre em Portugal na segunda metade do século XVIII.

Teliz do arreio de montada de cavalaria para Cortesias do Marquês de Marialva, Séc. XVIII, Museu Nacional dos Coches, Portugal

Foi Mestre de Picaria (Equitação) da Senhora Rainha D. Maria I, de Portugal, mãe de D. João VI.
Senhor da Casa de sua Mãe. Foi senhor de Cantanhede, e 6.º Conde de Cantanhede. Por mercê do Rei D. José I, foi feito 4.º Marquês de Marialva. Gentil homem da câmara do dito Rei D. José I. Deputado da Junta dos três Estados.
O escritor inglês William Beckford, que o conheceu pessoalmente de perto, a ele se refere muita vez em 1787 no vol. II do seu livro «Italy; with sketches of Spain and Portugal», e sempre com palavras de muito louvor e respeito. Exaltou-lhe a urbanidade, o bom humor e o trato sempre afável, nele vendo um típico patriarca.
Oliveira Martins, embora tenha tentado fazer dele uma descrição pouco edificante devido ao escritor ter ideias políticas liberais e jacobinas, diz que o Marquês era um "lendário cavaleiro" e o maior fidalgo da corte do tempo de D. Maria I. "Cortesão sempre em evidência, conseguiu manter o prestígio durante o consulado pombalino, apesar de ser pouco afeito às ideias do ministro. Reza a tradição que D. José I costumava dizer a Pombal: Proceda como julgar mais acertado com o resto da Nobreza mas guarde-se de intrometer com o Marialva".
O escultor Machado de Castro, na sua notável Estátua equestre de D. José I, exposto no Terreiro do Paço, em Lisboa, recorreu ao estribeiro-mor da Casa Real para dar corpo à montada e, ao finalizá-lo, rasga-lhe enormes elogios e agradecimentos pelo resultado pois confessa que pouco entendia do assunto.
Teve a ele dedicada a obra de Alphonse Grine de Prévile, "Ciência de Cavalaria que contém o juízo do homem de cavalo, ou o modo de ensinar os cavalos tanto para a guerra como para os festejos, para a pompa", e traduzida por João Borges Quaresma de Andrade.
O já referido Beckford, contou que o palácio Marialva de Belém era um centro de reuniões de Lisboa de então, onde se acotovelavam músicos, poetas, toureiros, lacaios, macacos, anões, crianças de ambos os sexos fantasiosamente vestidos de anjinhos com asas cor-de-rosa. E que o outro seu palácio, o do Loreto, no Bairro Alto, desaparecera no Terramoto de 1755 que foi uma lástima pois abrigava muitas e importantes pinturas de Rubens e dos primitivos, ouro e prata, tapeçarias e tapetes persas de dezoito a vinte e dois metros de cumprimento.

## Dados genealógicos
Era filho D. Diogo de Noronha, mestre de campo general da Província da Estremadura, filho segundo dos 3.° Marqueses de Angeja, casado em 1712 com D. Joaquina Maria Madalena da Conceição de Meneses, 3.ª marquesa de Marialva, filha herdeira de D. Pedro António de Meneses ( – 19 de Janeiro de 1711), 2.º marquês de Marialva.
Casou em 8 de janeiro de 1737 com D. Eugénia Assis Mascarenhas (6 de Setembro de 1722 – 27 de fevereiro de 1752), filha primeira dos 13.° Condes de Óbidos, D. Manuel Mascarenhas, meirinho mor do Reino, camarista do rei D. José, e sua primeira mulher D. Helena de Noronha.
Teve os seguintes filhos:
1. D. Helena de Menezes, nasceu a 20 de novembro de 1730. Religiosa de Santa Teresa, no Mosteiro de Santo Alberto de Lisboa, onde professou a 8 de dezembro de 1753.[3]
2. D. Diogo José Vito de Meneses Coutinho (16 de junho de 1739[3] – 13 de Agosto de 1803), ou simplesmente D. Diogo de Meneses. Foi, em vida de seu pai, 7.° conde de Cantanhede, 5.º Marquês de Marialva e estribeiro mor (1779). Seguiu a carreira das armas; foi nomeado governador da torre de S. Vicente de Belém em 1788 e três anos depois, por decretos de 13 de Maio e 23 de Setembro, foi promovido a general efectivo da cavalaria e ajudante general do exército, chegando posteriormente a ocupar o posto de tenente general. Por despachos de 13 de Junho de 1796 recebeu a grã-cruz da Ordem de Santiago, e de 19 de Outubro de 1798 entrou para o Conselho de Guerra. Em 1799 sucedeu na casa a seu velho pai e foi então, por carta de 14 de Março, nomeado estribeiro mor efectivo, vindo a ser o 4.° na sua família.[9] Tendo casado em 15 de junho de 1745 com D. Margarida Caetana de Lorena, filha dos 3.° Duques de Cadaval, a qual faleceu a 27 de Outubro de 1802, precedendo apenas em alguns meses seu marido no túmulo. Com geração.[10] Pai do 6.° e último Marquês, falecido em 1823, da Duquesa de Lafões, senhora da casa por morte do irmão, da Marquesa de Loulé, mãe do 1.° Duque, e da Marquesa de Louriçal, que faleceu viúva e sem filhos do último Marquês.[1]
3. D. Manuel José de Noronha e Meneses, nascido a 3 de junho 1740, desembargador do Porto e do Senado em Lisboa, da Junta dos Três Estados,[3] conde dos Arcos (carta de 21 de Março de 1769) pelo seu casamento com a 7.ª condessa, D. Juliana Xavier de Noronha. É este o tristemente célebre Conde dos Arcos, que morreu em 1779 em Salvaterra de Magos numa toirada, facto que Rebelo da Silva com a sua pena de oiro imortalizou. Com geração.[8]
4. D. José, nascido a 7 de Junho de 1741, faleceu menor de idade.
5. D. António Luís de Meneses (Lisboa, 8 de Janeiro de 1743 – 15 de Maio de 1807). Tinha assentado praça de cadete em 1774 e foi promovido a tenente em 1776 e capitão em 1777. Foi também tenente da Torre de Belém, coronel comandante do regimento de Cavalaria do Cais e marechal-de-campo em 1801. Foi Gentil-Homem da Câmara de D. Pedro III de Portugal e de D. João, Príncipe do Brasil. Casou em 24 de Outubro de 1774 com Domingas Manuel de Noronha (5 de Outubro de 1753 – 27 de Março de 1827) foi uma nobre portuguesa, 8.ª condessa da Atalaia e 3.ª Marquesa de Tancos desde 1791 até à sua morte. Ela era também condessa de Vimioso pelo seu 1.º casamento com com D. Francisco José Miguel de Portugal e Castro, 10.º conde de Vimioso e do qual não tinha tido descendência.[11] Com geração.[8] Com geração.[3]
6. D. Joaquina Josefa Benta Maria de Meneses ou D. Joaquina José Benta Maria de Menezes, nascida a 11 de julho de 1744,[3] casada com António Maria César de Melo Silva e Meneses, 1.º marquês de Sabugosa, e 7.º conde de São Lourenço.[12][13]
7. D. José de Noronha, nascido a 29 de Dezembro de 1745.[3]
8. D. Maria de Noronha, nasceu a 31 de outubro 1746.[3]
9. D. Ana de Noronha, nasceu a 4 de maio de 1748.[3]
10. D. Alberto de Noronha, nasceu a 7 de agosto de 1749, e faleceu de pouca idade.[3]
11. D. Pedro de Noronha, nasceu a 17 de janeiro de 1751.[3]
12. D. Rodrigo José António de Meneses, nasceu a 6 de fevereiro de 1752 e possivelmente sua mãe faleceu em virtude deste parto,[3] i.° conde de Cavaleiros por carta de 29 de Novembro de 1802. Casou com D. Maria José Ferreira de Eça, senhora da casa de Cavaleiros, que morreu em 1796, e era filha única de Gregório Ferreira de Eça, 1i.*^ senhor da referida casa, e de sua segunda mulher D. Isabel de Bourbon. Com geração.[14]